# Тролль (антарктическая станция)
Тролль — норвежская антарктическая станция. Расположена на нунатаке Ютулсессен, в 235 км от побережья материка. Имеется взлётно-посадочная полоса. Зимнее население станции составляет 8 человек, летнее до 40. Климат в районе станции холодный и сухой. Расположение на нунатаке отличает её от других антарктических баз, окружённых льдами и построенных также на льду.

## История
14 января 1939 года Норвегия объявила о принадлежности ей Земли Королевы Мод. В то время основой этих претензий выступали, прежде всего, интересы китобойного промысла. Затем в Антарктиде существовала норвежская исследовательская станция, которая называлась Норвегия, переданная позже, в 1959 году, Южной Африке. До конца 1980-х активность норвежцев на материке имела спорадический характер и проходила без собственной базы.
Для сохранения норвежского присутствия на Земле Королевы Мод было решено создать летнюю станцию. В 1989—1990 годах она была построена.
В 2005 королева Норвегии Соня открыла станцию Тролль, прибыв для этого в Антарктиду (и, таким образом, став первой королевой, посетившей этот материк).
Затем база стала круглогодичной, хотя в 2006 году зимовка не проводилась из-за недостатка средств. Тролль посещался норвежскими официальными лицами, включая премьер-министра.